# Chrysodiplosis squamatipes
Chrysodiplosis squamatipes är en tvåvingeart som beskrevs av Jean-Jacques Kieffer 1912. Chrysodiplosis squamatipes ingår i släktet Chrysodiplosis och familjen gallmyggor.
Artens utbredningsområde är Sri Lanka. Inga underarter finns listade i Catalogue of Life.